# Parafia św. Mikołaja w Sadlnie
Parafia Świętego Mikołaja w Sadlnie – rzymskokatolicka parafia położona we wsi Sadlno. Administracyjnie należy do diecezji włocławskiej (dekanat piotrkowski).
1 lutego 2022 dekretem biskupa włocławskiego Krzysztofa Wętkowskiego włączono w jej skład zlikwidowaną parafię Matki Bożej Licheńskiej w Tomisławicach.

## Historia
Nie jest znana dokładna data erygowania parafii Sadlno. Po raz pierwszy w źródłach pisanych parafia Sadlno pojawia się w 1325 roku w wykazie parafii płacących świętopietrze. W tym samym roku dokumenty wspominają o kościele w Sadlnie. Był to prawdopodobnie kościół drewniany. 
W końcu XVI wieku jest już mowa o drewnianym kościele pod wezwaniem św. Mikołaja i Nawiedzenia Matki Bożej. Przekazy źródłowe mówią, że kościół miał murowane prezbiterium wraz z zakrystią. Nawa kościoła była drewniana. 

### Nowy kościół
Decyzja o budowie stojącego obecnie kościoła zapadła 15 sierpnia 1855 roku. Okoliczni ziemianie zadeklarowali datki na budowę, prosząc proboszcza, księdza Walentego Karkowskiego, o zarządzanie budową. Mimo licznych kłopotów organizacyjnych i finansowych, obecny kościół udało się wybudować do dnia 26 lipca 1856 roku. Kościół był murowany, z zewnątrz otynkowany, z prezbiterium, nawą środkową i dwiema bocznymi, niższymi, oddzielonymi ośmioma murowanymi filarami. Dach na prezbiterium i nawie głównej był z dachówki, na nawach bocznych z blachy. Kościół miał dwie wieże z drewna obite blachą. Mniejsza znajdowała się na froncie kościoła, większa, z sygnaturką, na środku. Wokół kościoła postawiono stojące do dzisiaj ogrodzenie. Zakupiono też organy, szaty i sprzęt liturgiczny. Dwa obrazy do bocznych ołtarzy namalował bezpłatnie głuchoniemy malarz Tenczarski. Dwa inne podarowali A. Chrząszczewska i E. Sokołowski.
26 lipca 1860 roku biskup diecezji kujawsko-kaliskiej Michał Marszewski dokonał poświęcenia nowo wybudowanego kościoła. 

### Lata 1865–1939
W 1865 roku odszedł z parafii ksiądz Walenty Karkowski. Jego miejsce zajął ksiądz Mikołaj Rozpędowski, który pełnił obowiązki proboszcza w latach 1865–1878. Ksiądz Rozpędowski i jego następcy troszczyli się, by kościół utrzymać w dobrym stanie, dokonując potrzebnych remontów i upiększeń. W 1878 roku kościół został wewnątrz odnowiony. 
W latach 1878–1903 obowiązki proboszcza w parafii Sadlno pełnił ksiądz Jakób Głowacki. Spis własności kościoła parafialnego w Sadlnie sporządzony w roku 1879 przez ks. Głowackiego i dozór kościelny w osobach E. Sokołowskiego, A. Chrząszczewskiej i Sz. Fryczkowskiego wykazuje dość dobre zaopatrzenie kościoła w meble, dywany, chorągwie i obrazy procesyjne, szaty, księgi i sprzęt liturgiczny. W dzwonnicy znajdowały się trzy dzwony.
W 1879 roku zostały wyzłocone trzy ołtarze, a zakrystię pokryto blachą. Eustachy Sokołowski zakupił przed wielki ołtarz złocone antepedium przedstawiające wieczerzę Pańską. W roku 1883 sprowadzono sygnaturkę, a w roku 1885 dzwon z fabryki A. Zwolińskiego w Warszawie. W tym samym roku naprawiono więźbę i przełożono dachówkę na kościele, naprawiono wieże i wybudowano dzwonnicę z cegły. W 1892 roku obito blachą żelazną wieżę i dachy na kaplicach oraz pokryto je pokostem. Parafianie pracujący w Ameryce ufundowali w 1893 roku krzyż procesyjny wraz z szafką do jego umieszczenia. Wszystkie wymienione prace zostały wykonane w czasie posługi w parafii ks. Jakóba Głowackiego. Grób ks. Jakóba Głowackiego znajduje się na cmentarzu grzebalnym w Sadlnie. 
W latach 1903–1910 proboszczem parafii był ksiądz Franciszek Jaś. Po jego odejściu przez 2 lata administrował parafią wikariusz ks. Ignacy Rudziński, a w latach 1912–1916 ks. Piotr Czapla. We wrześniu 1916 roku troskę duszpasterską nad parafią powierzono księdzu Józefowi Pełczyńskiemu. Pracował do końca marca 1918 roku. Pod koniec działalności ks. Józefa Pełczyńskiego, przeprowadzono kolejną wizytację parafii. Dokumenty powizytacyjne informują o stanie kościoła. Kościół posiadał posadzkę z terakoty. Okna były drewniane ze szkłem białym, a w górnych łukach częściowo kolorowym.
Dachy na głównej nawie i prezbiterium były z dachówki, na bocznej nawie od strony południowej z blachy żelaznej, a na bocznej nawie od strony północnej z blachy cynkowej. Rynny były z blachy cynkowej. W ołtarzu głównym znajdował się obraz Matki Bożej i św. Józefa na zasuwie, w ołtarzu bocznym od strony północnej była figura św. Antoniego i obraz św. Mikołaja na zasuwie. W ołtarzu bocznym od strony południowej znajdował się krzyż z Panem Jezusem i obraz św. Anny na zasuwie.
Po księdzu Pełczyńskim obowiązki proboszcza do 15 marca 1922 r. pełnił ks. Stanisław Kasiński. Od 15 marca 1922 r. do wybuchu wojny pełnił obowiązki proboszcza i bardzo owocnie pracował ks. Jan Mikołajczyk.

### II wojna światowa
Po wybuchu II wojny światowej, na przełomie września i października został aresztowany, a potem rozstrzelany w Piotrkowie Kujawskim ówczesny proboszcz ksiądz Jan Mikołajczyk. W 1940 roku kościół zamknięto. Wiatr przewrócił mniejszą wieżę, która padając uszkodziła dach i odbiła część gzymsu. Rynny zostały zabrane, okna powybijane, dzwonnica rozebrana, figura Matki Bożej stojąca przy kościele rozbita i usunięta. 

### Po wojnie
Pierwszy powojenny proboszcz, ksiądz Henryk Batowski objął parafię 15 marca 1945 roku. W czasie dwuletniej pracy uporządkował kościół i obejście, sprowadził trzy dzwony oraz sprzęt liturgiczny. 
Jego następcą w dniu 11 kwietnia 1947 roku został ksiądz Wiktor Baranowski. Za jego czasów wybudowano dzwonnicę (1948), przeprowadzono naprawę organów, ustawiono na dawnym miejscu przy kościele figurę Matki Bożej (1950). W latach 1953–1956 ze składek parafian zbudowano nowe organy i przeprowadzono remont chóru. W roku 1956 odszedł ksiądz Baranowski. Proboszczem został ksiądz Tadeusz Szmidt. W czasie swojej zaledwie półrocznej posługi w parafii spłacił resztę zaległości za organy, pozłocił monstrancję, posrebrzył krzyże, lichtarze i trybularze. 
Następny proboszcz, ksiądz Bernard Matyaszek, pracował w parafii 26 lat (1957–1983). W 1958 roku przeprowadzono elektryfikację kościoła, a w roku 1962, po remoncie i dostrojeniu organów, podłączono je do sieci elektrycznej. W roku 1963 odnowiono polichromię w prezbiterium i nawie głównej. W 1969 roku zradiofonizowano kościół. Tuż przed Wielkanocą 1973 roku zakupiono do kościoła nowe ławki, ołtarz posoborowy, pulpit i stół do ustawiania chorągwi. Koszty ponieśli parafianie. Lista ofiarodawców zawiera 534 nazwiska. W następnych latach pokryto kościół blachą cynkową i wymieniono okna. W dniu 20 września 1983 r. zmarł ks. Bernard Matyaszek. Jego grób znajduje się na parafialnym cmentarzu.
10 października 1983 roku parafię objął Zygmunt Skrobicki. Najważniejsze dokonania gospodarcze od tego czasu to:
- 1984 – założenie elektrycznego ogrzewania kościoła; wybudowanie szaletów przy kościele; kapitalny remont organów.
- 1985–1988 – budowa nowej plebanii, garaży, budynku gospodarczego i salki katechetycznej.
- 1989–1991 – budowa kaplicy w Tomisławicach. W tym samym czasie przeprowadzono remont kościoła: ankrowanie prezbiterium kościoła; wymiana całej instalacji elektrycznej w kościele; założenie pod tynk instalacji nagłaśniającej; wymiana stropów w nawach bocznych kościoła; częściowa wymiana tynków w prezbiterium i nawach bocznych (do wysokości okien);
- 1992–1993 – odnowienie polichromii wewnętrznej prezbiterium, naw bocznych i nawy głównej kościoła; renowacja ołtarza głównego i ołtarzy bocznych: renowacja ambony, chrzcielnicy i chóru. Renowacja obrazów: Matki Bożej z ołtarza głównego, św. Mikołaja i św. Anny. Naprawa i renowacja feretronów.
- 1994–1995 – założenie instalacji odwadniającej wokół kościoła; remont wieży, otynkowanie całego kościoła; wymiana rynien na plastikowe; założenie chodnika z kostki brukowej przy kościele.
- 1996–1997 – wybudowanie przy kościele i oddanie do użytku kaplicy przedpogrzebowej.
- 2000 – zakup nowych mebli do zakrystii; wyposażenie prezbiterium w nowe ławki i krzesła.
- 2004 – położenie chodnika na cmentarzu grzebalnym.
- 2005 – przebudowa wnętrza prezbiterium: wyposażenie prezbiterium kościoła w marmurową posadzkę, stały marmurowy ołtarz i ambonę oraz 3 marmurowe świeczniki i kredencję.
- 2007 – konsekracja nowego ołtarza, poświęcenie ambony.
- 2008 – zakup trzech nowych dzwonów:

420 kg – Św. Mikołaj, napis “Św. Mikołaju ucz nas dobroci”; herb Benedykta XVI, napis: “Dla upamiętnienia 150 rocznicy konsekracji kościoła”;
260 kg – Chrystus Miłosierny, napis: “Jezu ufam Tobie”; wizerunek Jana Pawła II, napis: “Dla upamiętnienia wielkiego pontyfikatu Papieża Polaka”;
190 kg – MB Częstochowska, napis: “Maryjo, pod Twoją obronę uciekamy się”; wizerunek św. Anny, napis: “Św. Anno! Módl się za nami”;
Dzwony posiadają napęd automatyczny. 
- 2009 – nowe pokrycie dachu i renowacja dzwonnicy; renowacja polichromii zewnętrznej kościoła łącznie z wymianą wszystkich rynien z plastikowych na tytanowe; naprawa wieży i malowanie całego dachu na wieży i kościele.
- 2010 – gruntowna naprawa i renowacja parkanu przy kościele; nowe schody wejściowe na cmentarz przykościelny i do kościoła; renowacja kaplicy na cmentarzu grzebalnym; zainstalowanie czterech lamp oświetlających kościół w nocy.

8 sierpnia 2010 r. miała miejsce jubileuszowa uroczystość 150-lecia konsekracji kościoła. Mszy św. przewodniczył Biskup Ordynariusz Diecezji Włocławskiej Wiesław Mering.

### Zabytkowy kościół
Obecny kościół jest budynkiem pięcioprzęsłowym o trzech nawach przykrytych stropem. Neogotycki wystrój wnętrza pochodzi z czasów budowy kościoła. Ze starszych zabytków należy wymienić znajdujący się w ołtarzu głównym obraz Matki Bożej z Dzieciątkiem z 2. połowy XVII wieku, w bogato trybowanej srebrnej sukience z ok. 1730 roku. W skarbcu kościoła jest barokowa monstrancja wykonana w 1694 roku, przerobiona później w stylu gotyckim. 
W ścianie kościoła znajduje się renesansowa płyta nagrobna ufundowana zmarłemu w 1566 roku Janowi Ruszkowskiemu. Wyryto na niej postać ludzką z napisem w otoku i herbami: Ogończyk, Godziemba, Rola i Pomian.
Odpust parafialny odbywa się we wspomnienie Świętego Mikołaja – 6 grudnia.

### Poczet proboszczów parafii Sadlno
- ks. Walenty Karkowski przed 1855–1865
- ks. Mikołaj Rozpędowski 1865–1878
- ks. Jakób Głowacki 1878–1903
- ks. Franciszek Jaś 1903–1910
- ks. Ignacy Rudziński 1910–1912
- ks. Piotr Czapla 1912–1916
- ks. Józef Pełczyński 1916–1922
- ks. Stanisław Kasiński 1922–1922
- ks. Jan Mikołajczyk 1922–1939

- OKRES II WOJNY ŚWIATOWEJ 1939–1945

- ks. Henryk Batowski 1945–1947
- ks. Wiktor Baranowski 1947–1956
- ks. Tadeusz Szmidt 1956–1957
- ks. Bernard Matyaszek 1957–1983
- ks. Zygmunt Skrobicki 1983–2015
- ks. Krzysztof Antczak 2015-2023
- ks. Damian Bułakowski od 2023

## Galeria

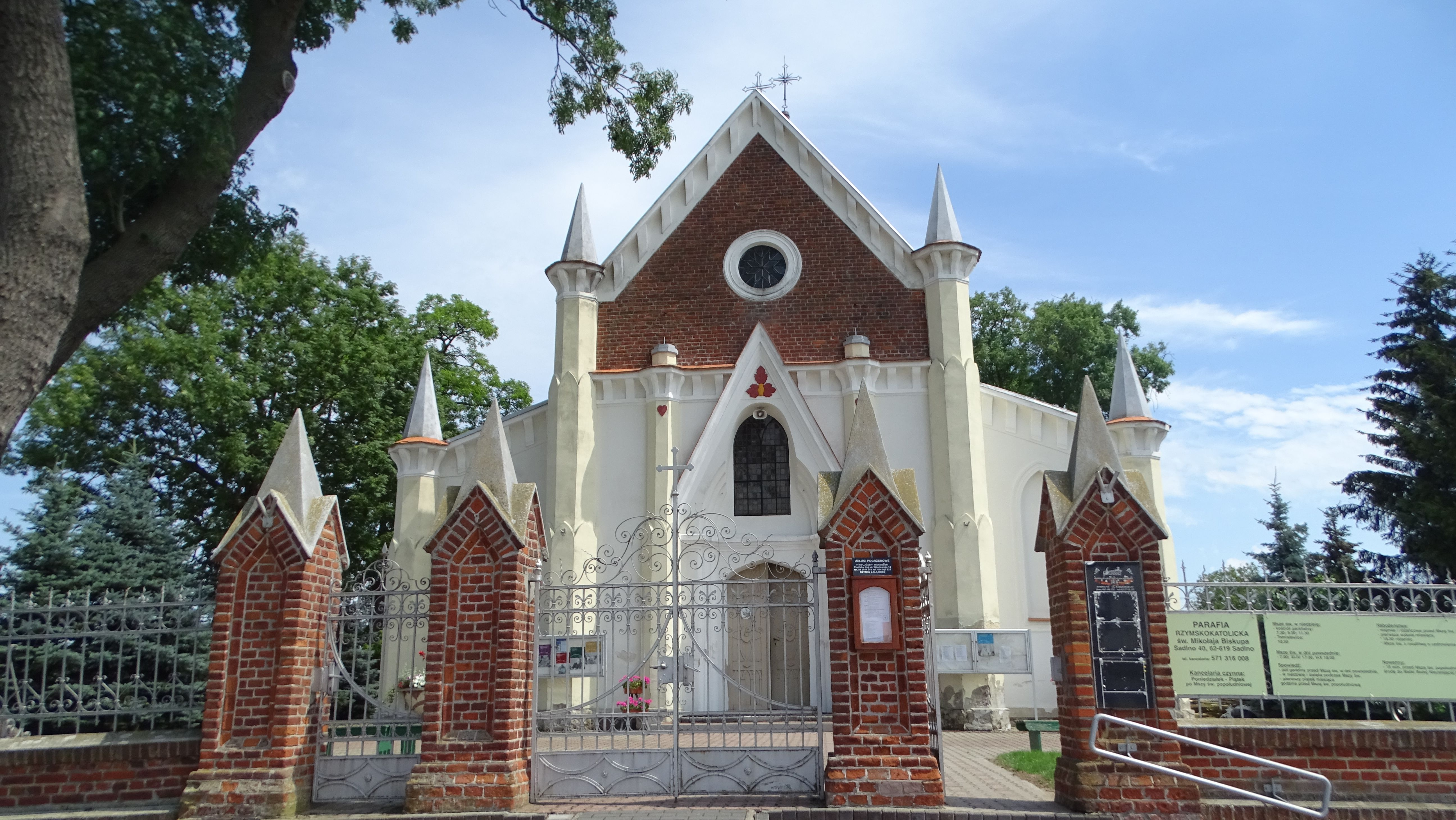
Kościół parafialny
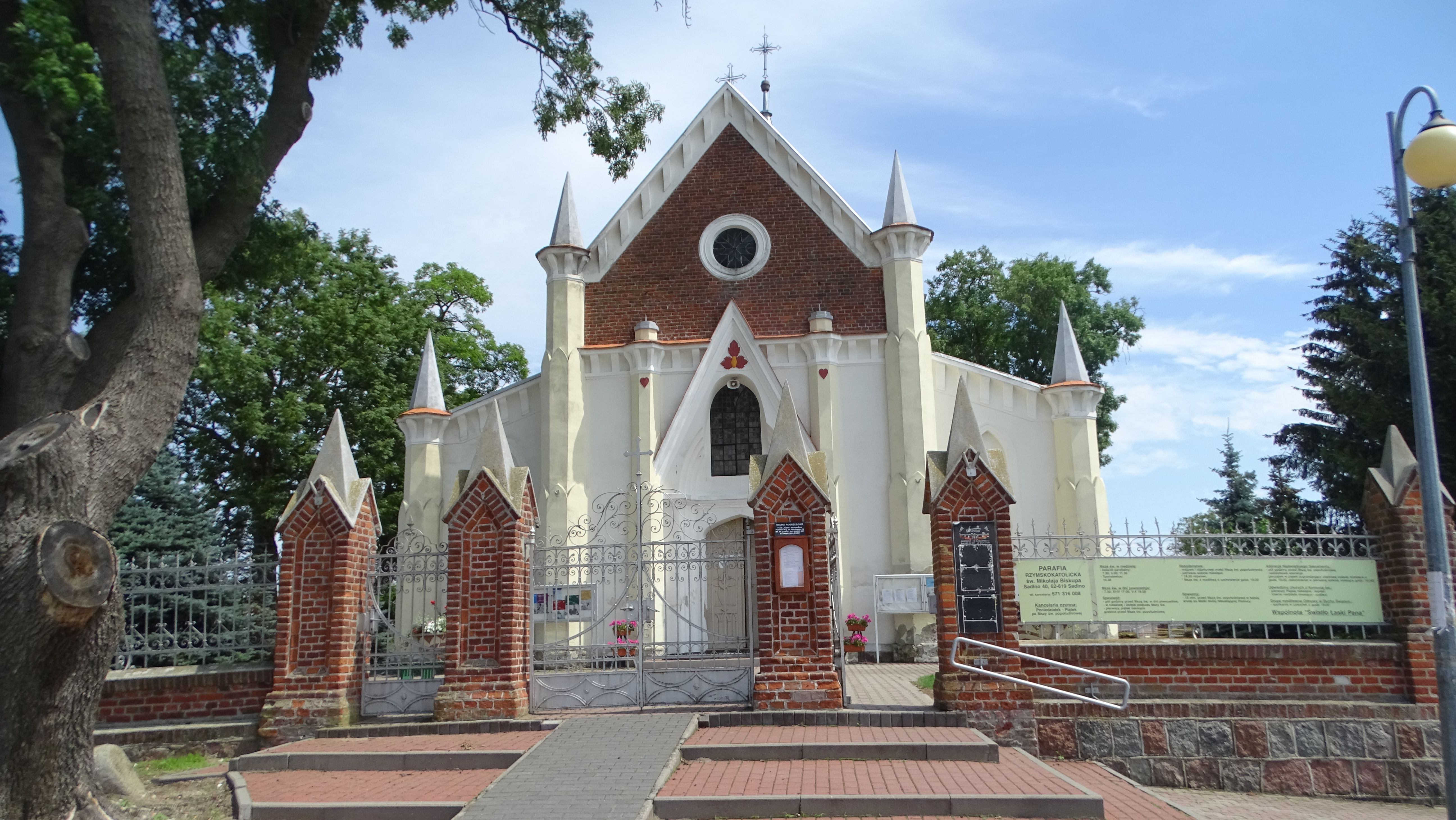
Kościół parafialny
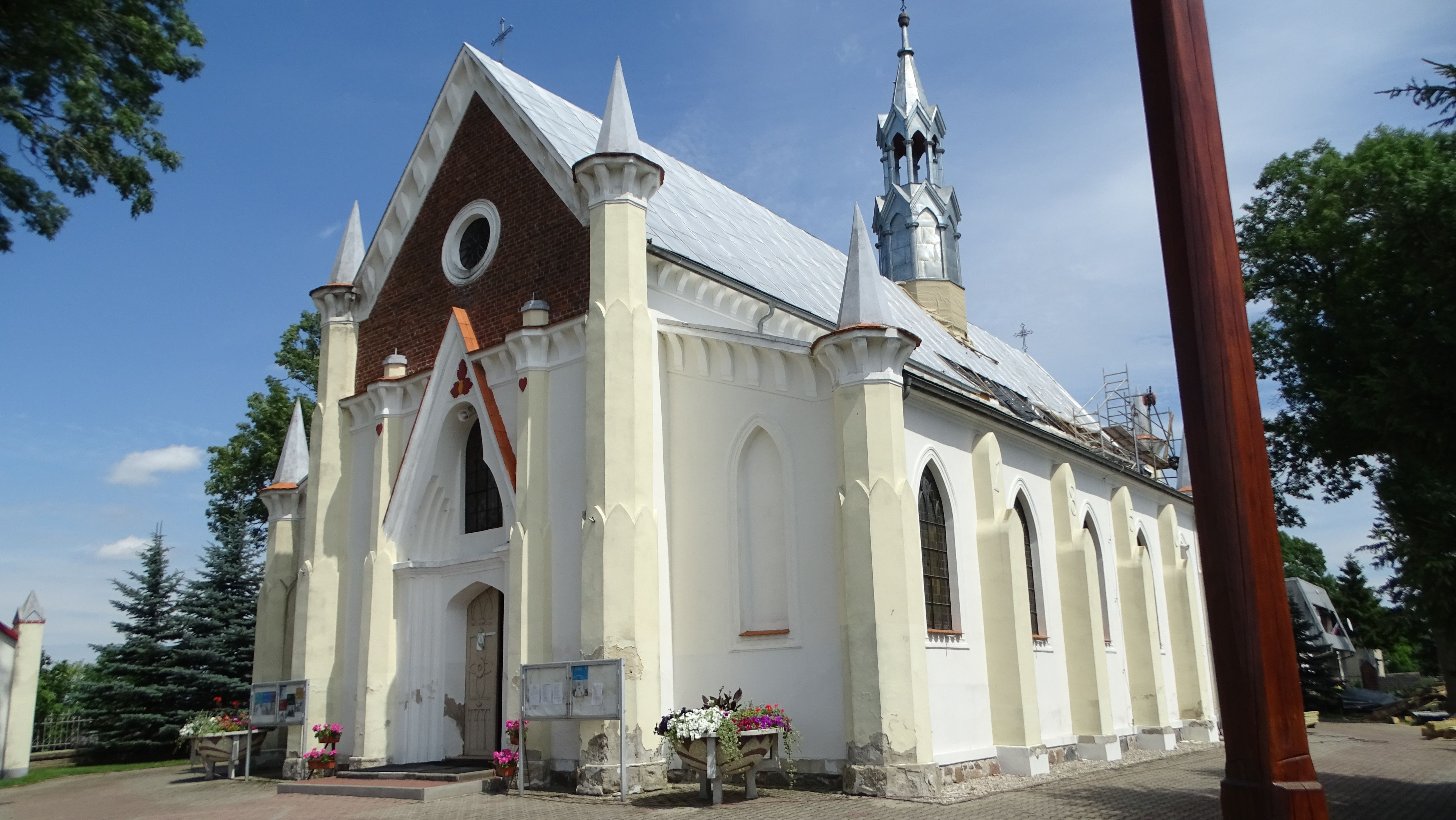
Kościół parafialny
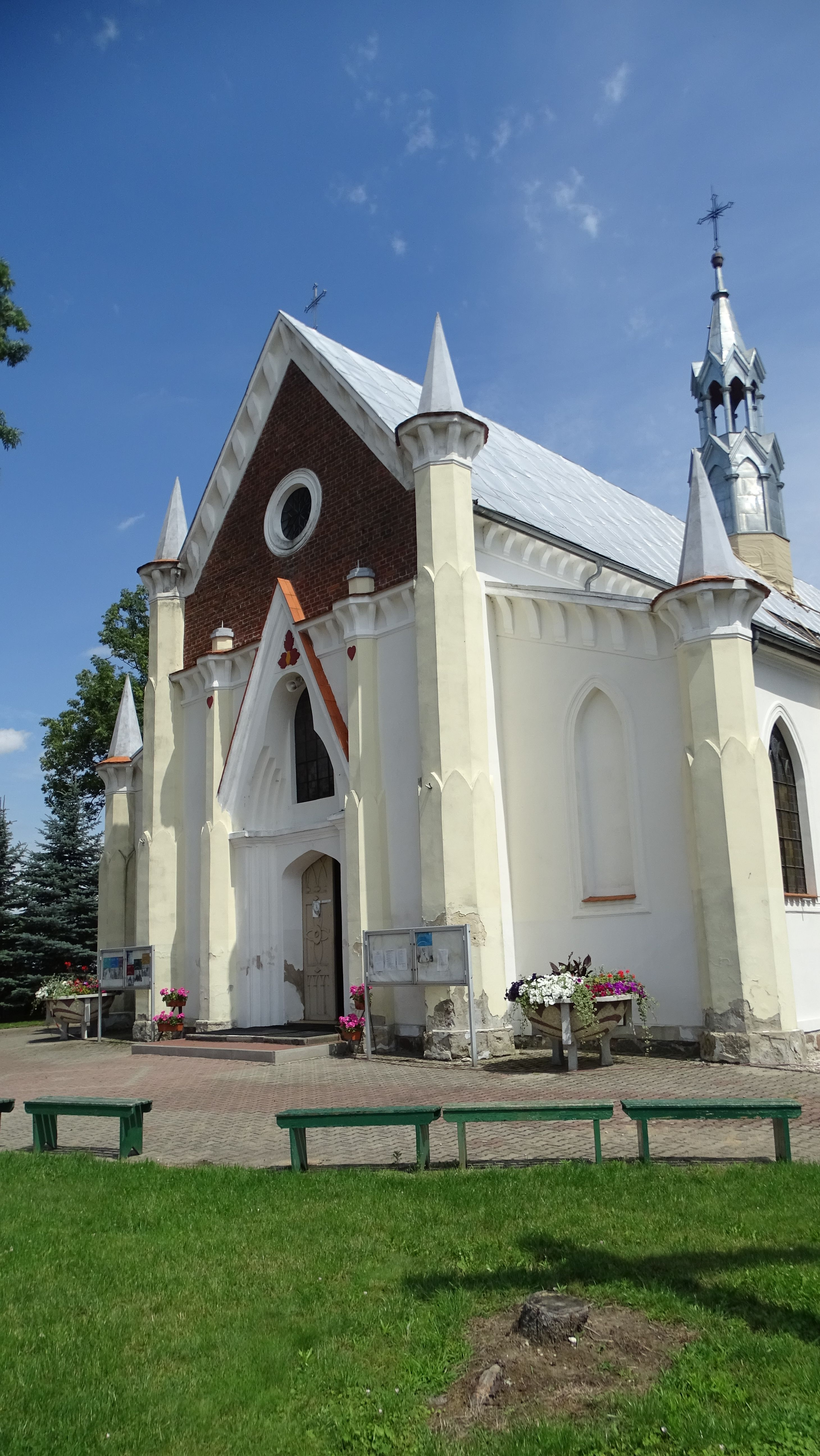
Kościół parafialny
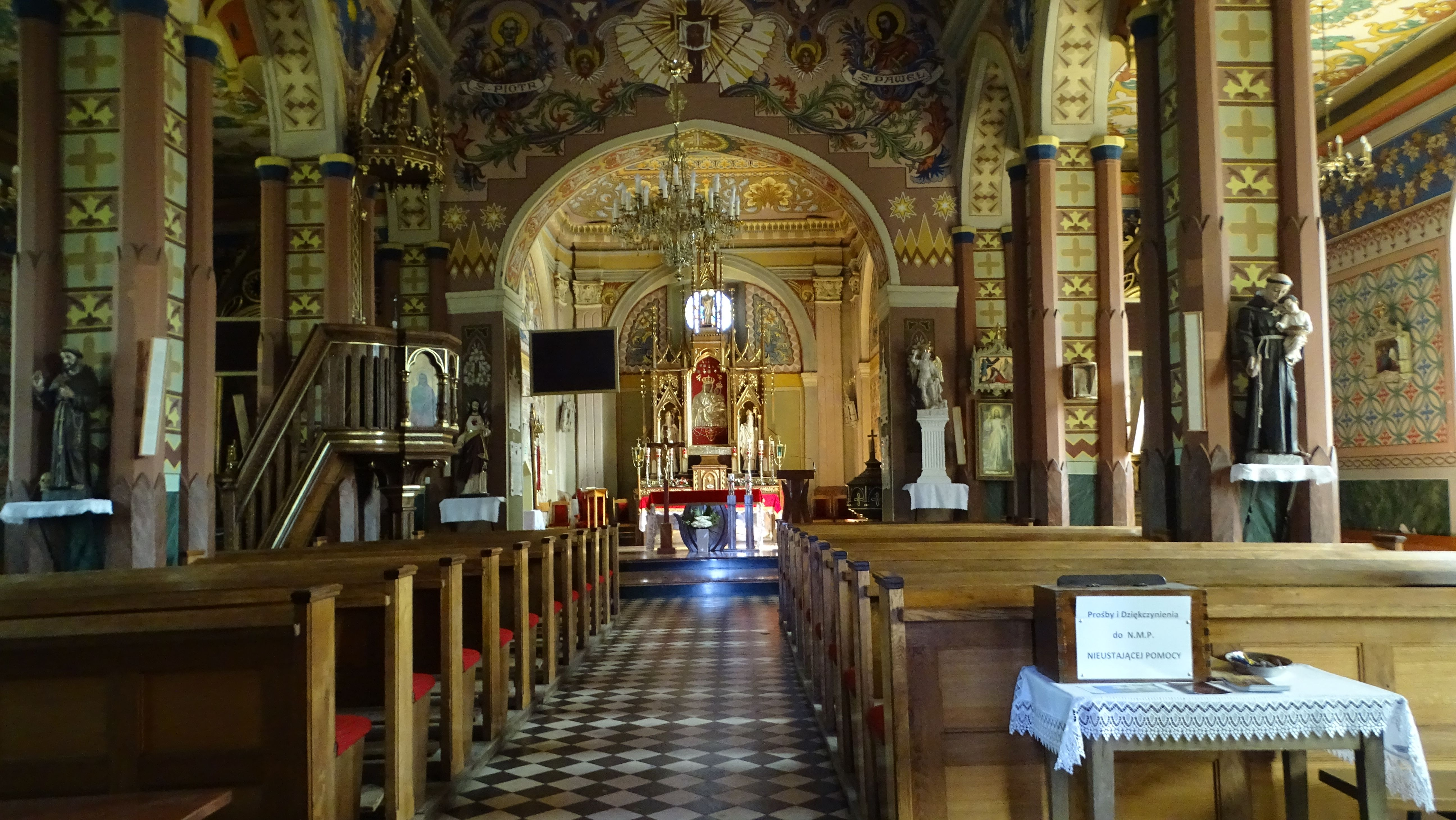
Kościół parafialny
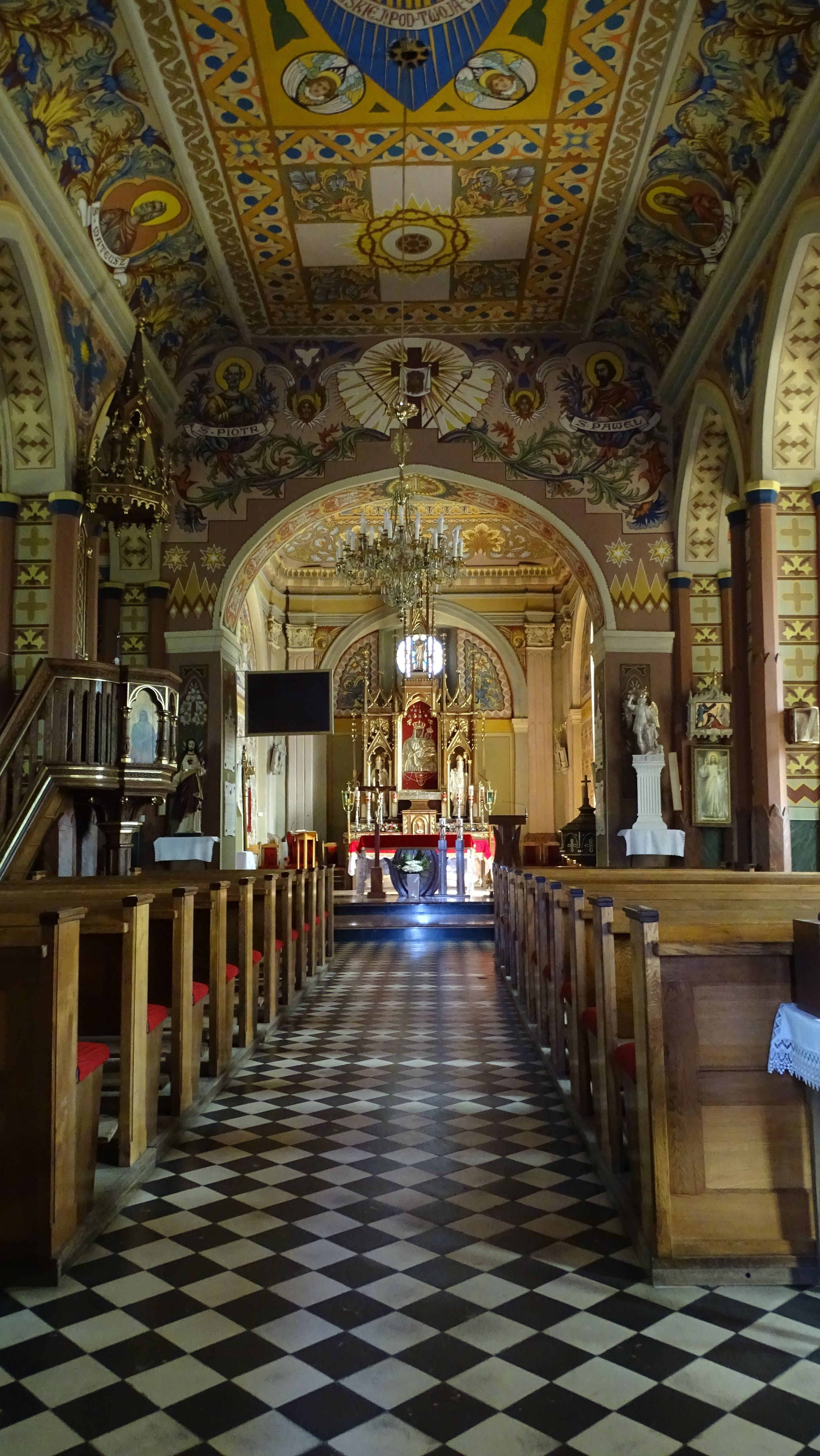
Kościół parafialny
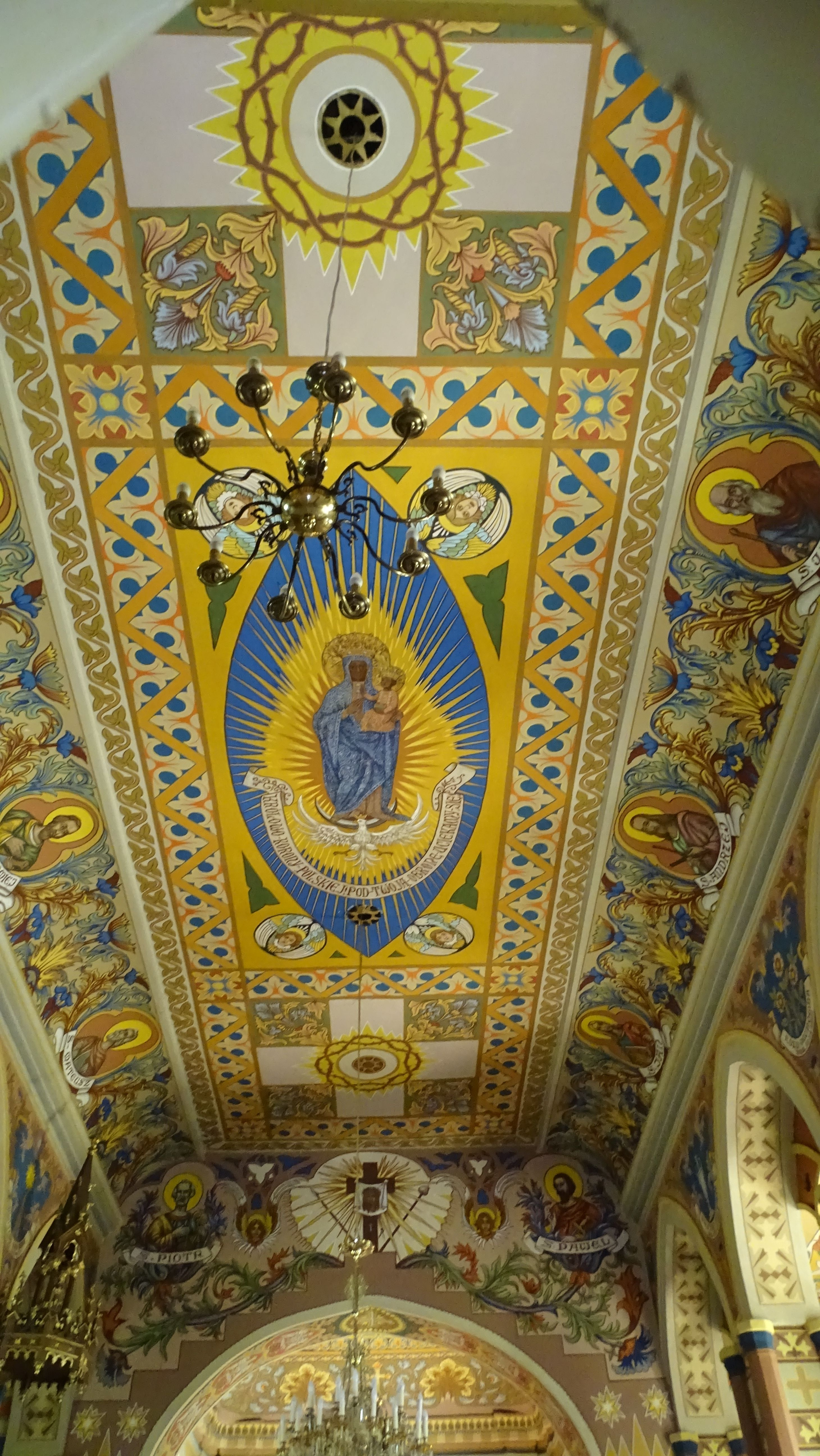
Kościół parafialny
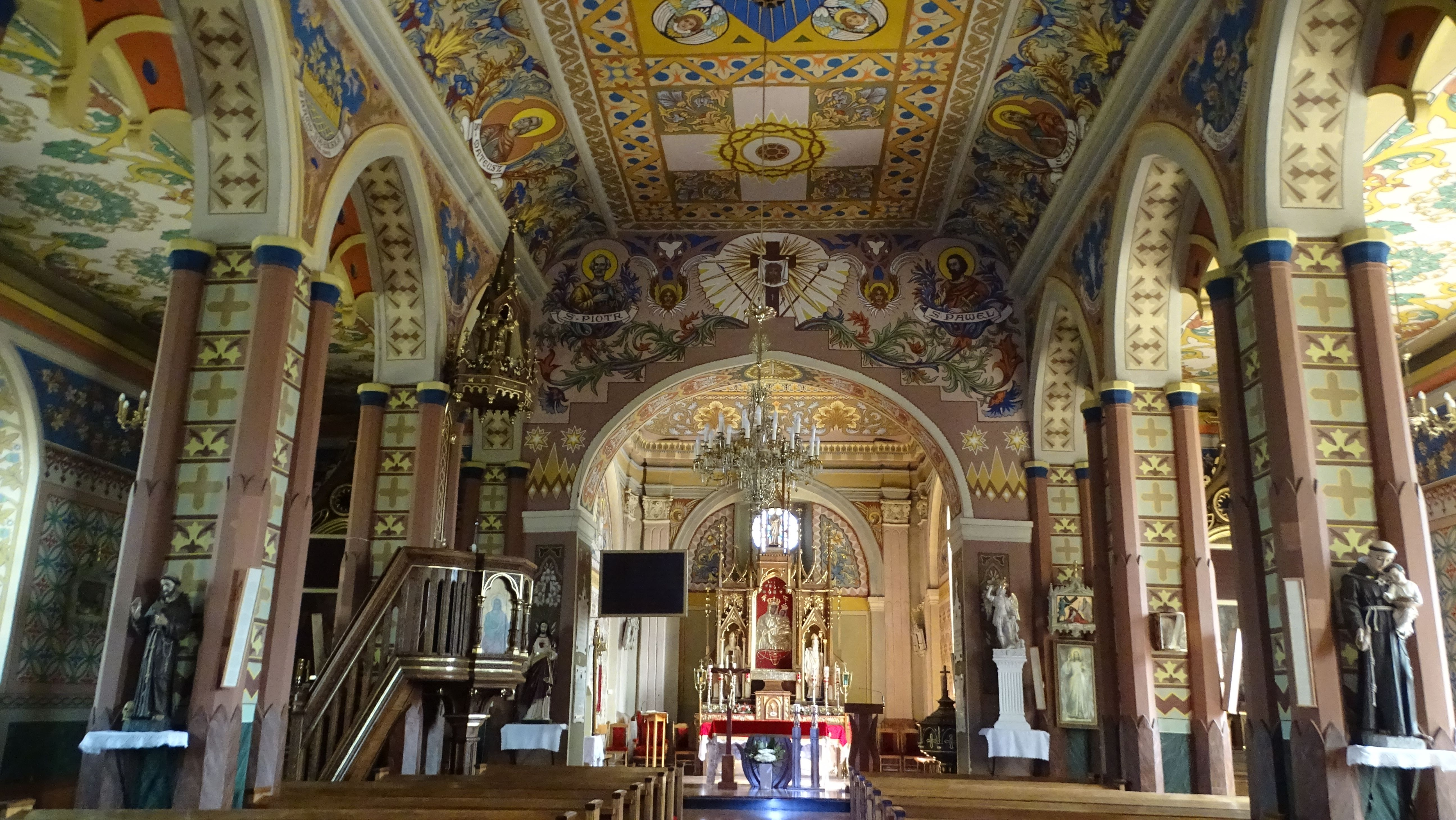
Kościół parafialny
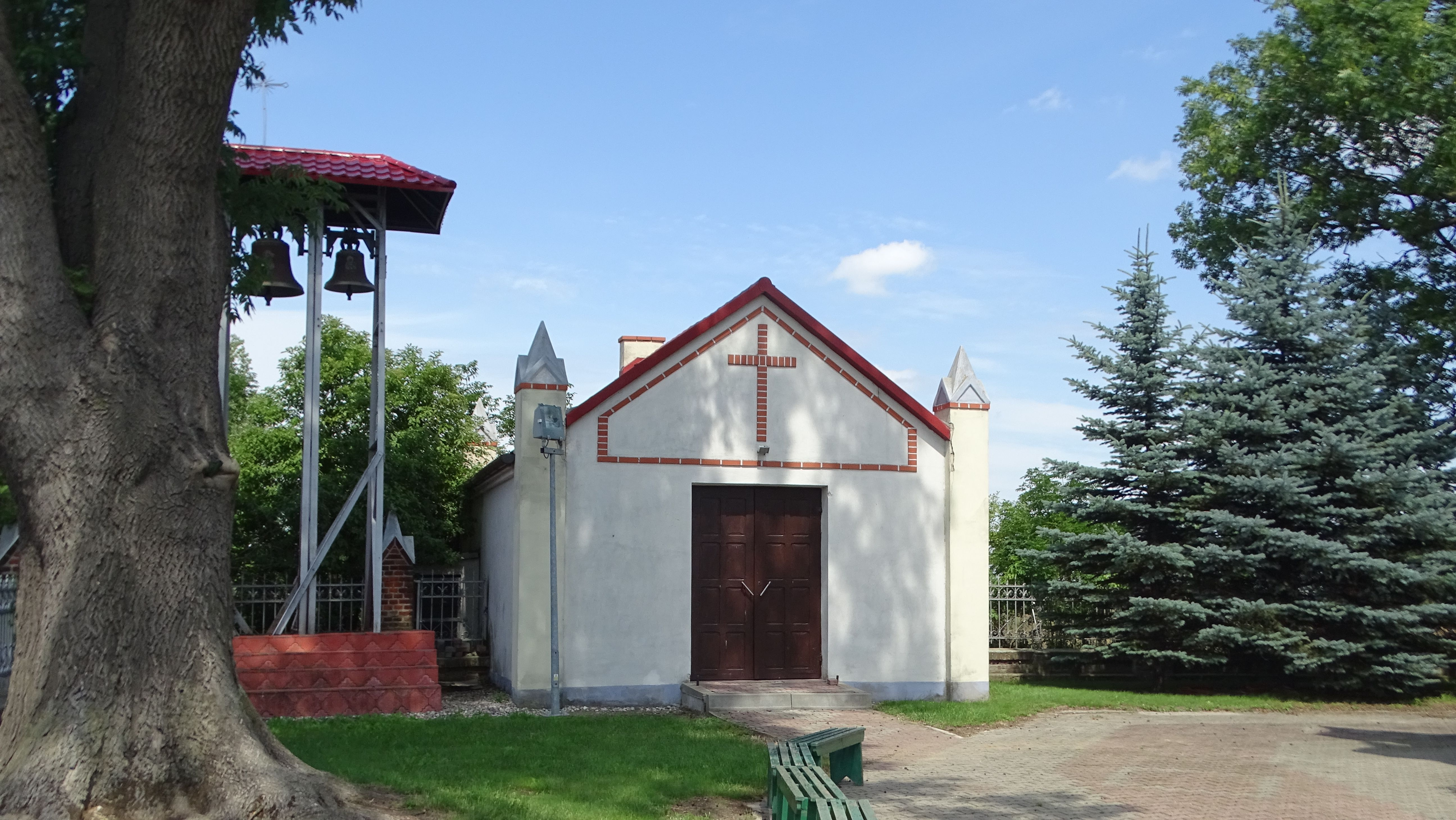
Kaplica przedpogrzebowa
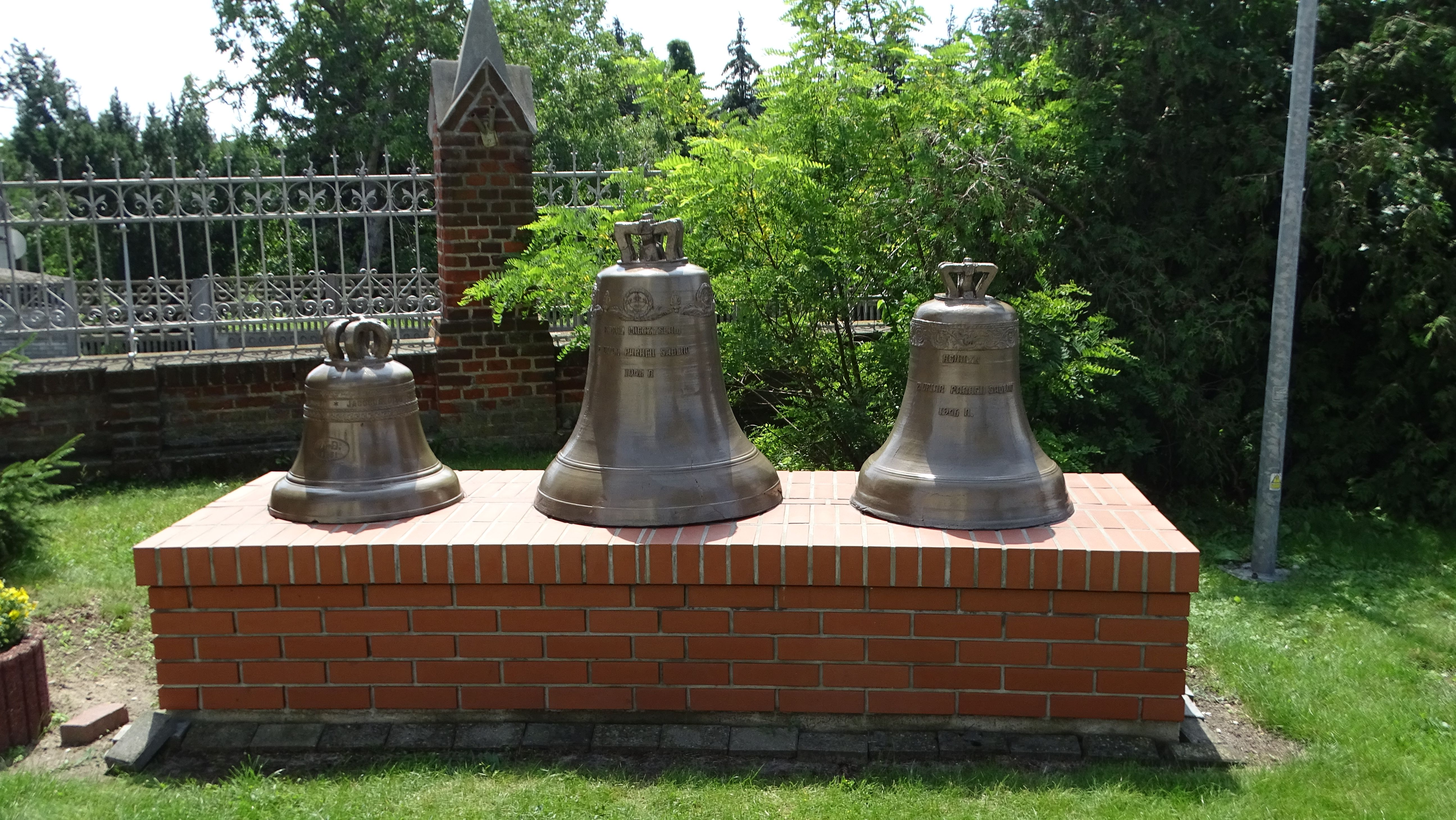
Dzwony przy kościele
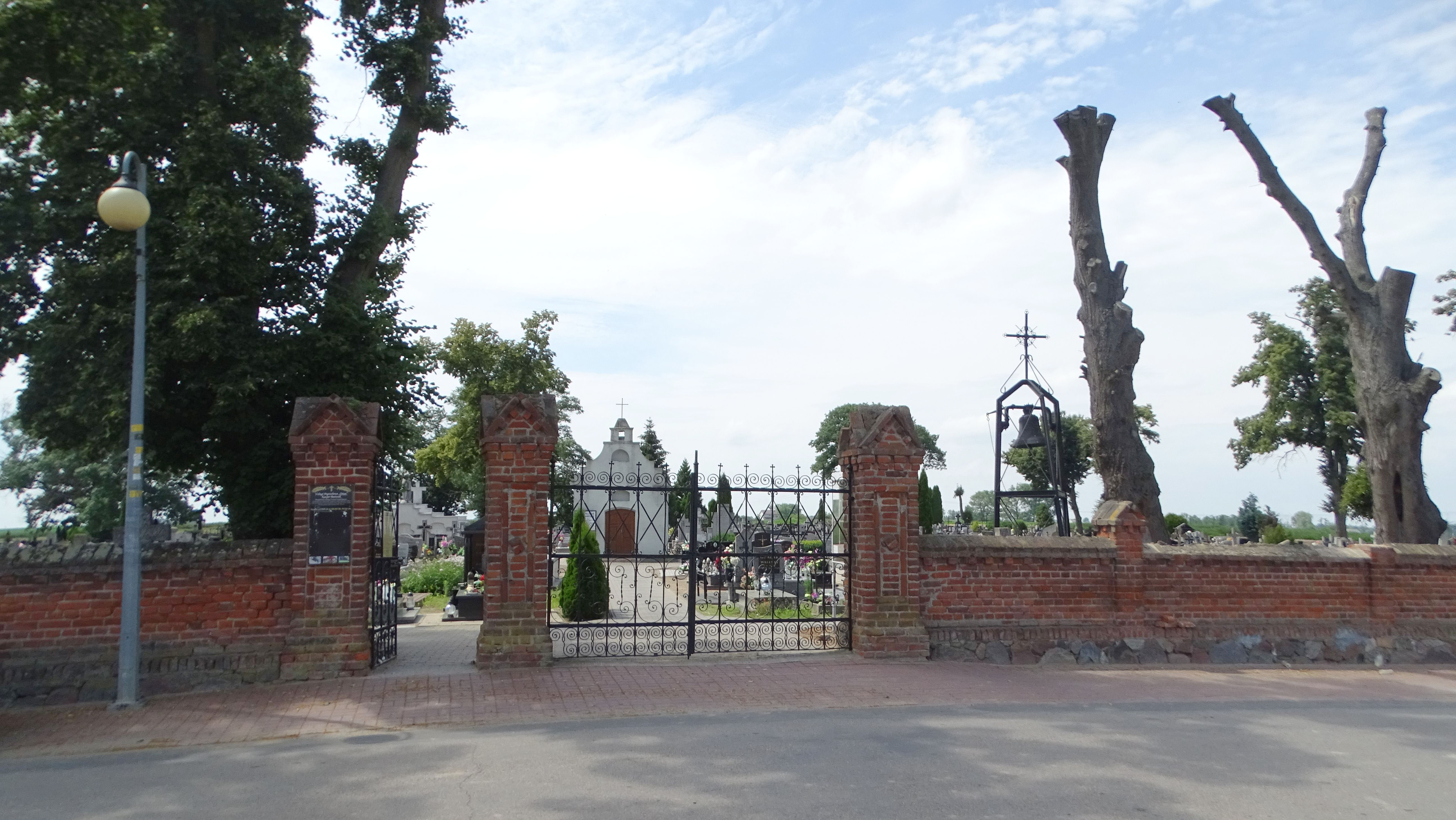
Cmentarz parafialny
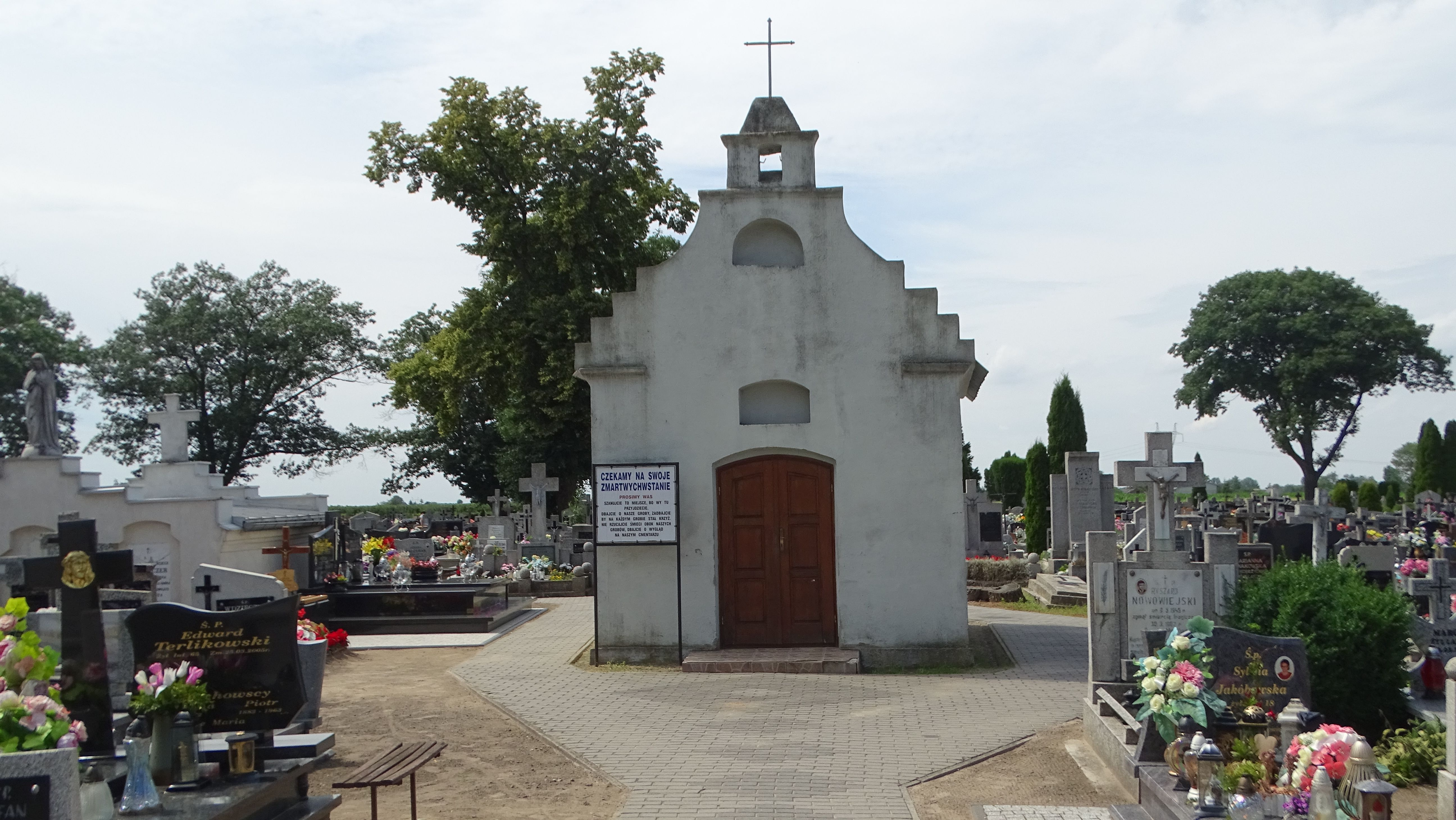
Kaplica cmentarna
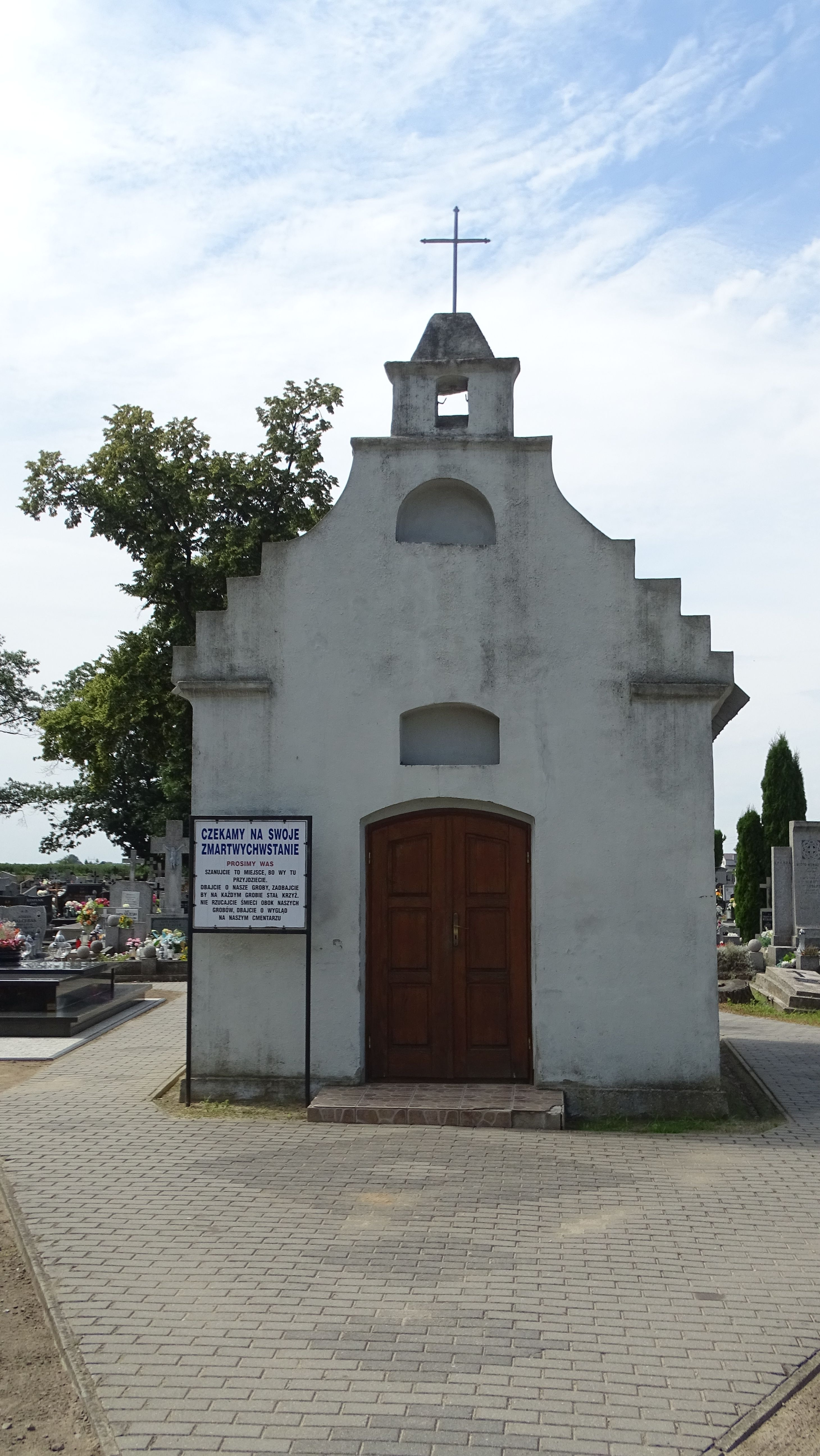
Kaplica cmentarna
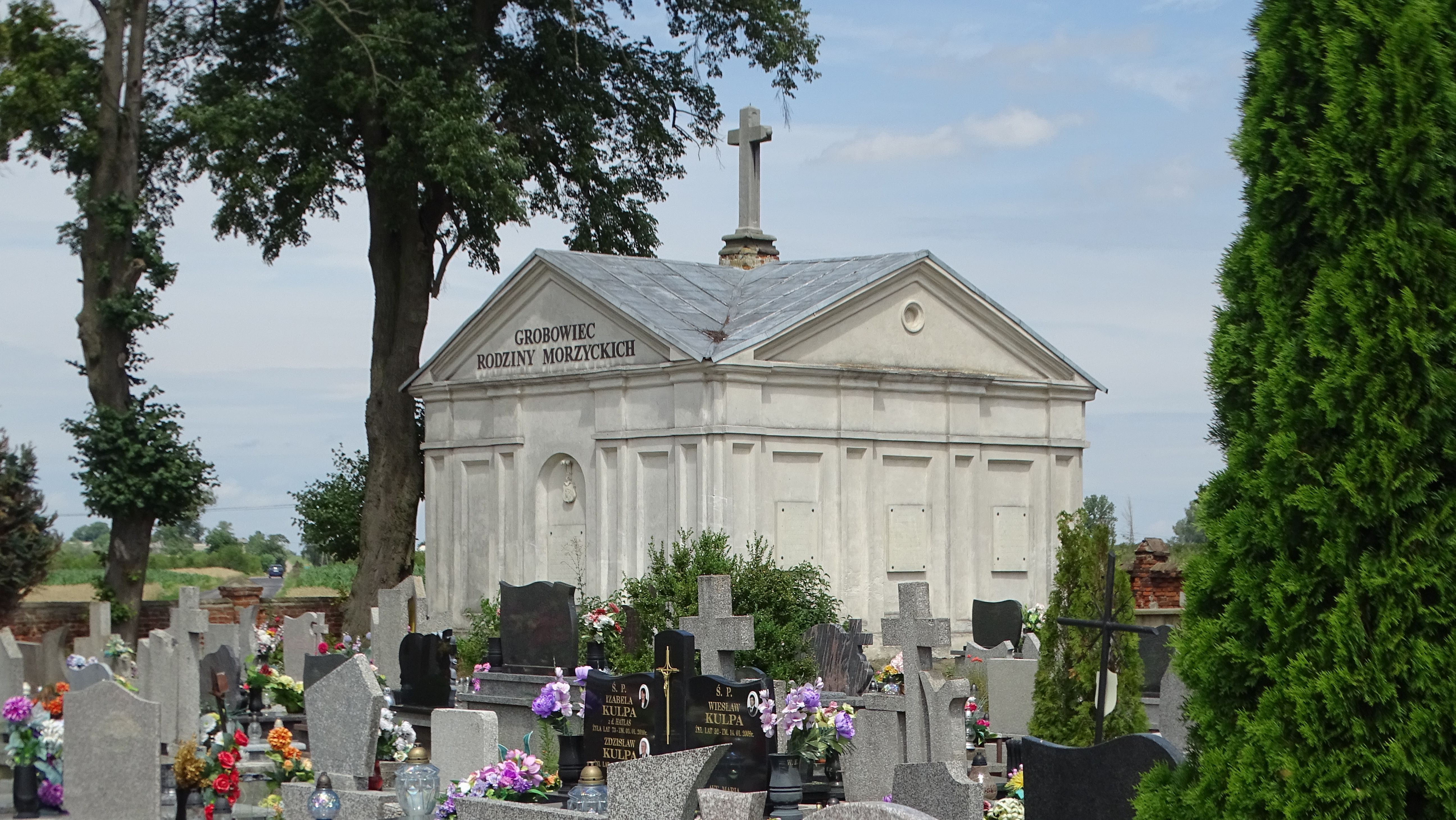
Grobowiec rodziny Mokrzyckich